# 潘祖蔭
潘祖蔭（1830年—1890年），字伯寅，一字東鏞、鳳笙，號鄭盦、龜盦、龍威洞天主，江蘇省蘇州府吳縣（今蘇州市）人，祖籍安徽徽州歙縣，為狀元潘世恩孫，曾任晚清政府要職，賜諡文勤。

## 生平
道光二十六年（1846年）參加順天鄉試挑取謄錄 （页面存档备份，存于）。道光二十八年（1848年）獲恩賞為舉人。道光三十年（1850年）被選任為國子監學正學錄。咸豐二年（1852年）考上壬子恩科第一甲第三名探花，授職翰林院編修。後左遷侍讀，入值南書房，任日講起居注官。歷任侍讀學士、光祿寺卿、左副都御史、工部侍郎、户部侍郎、大理寺卿，禮部右侍郎、工部尚書、刑部尚書、兵部尚書、軍機大臣。咸豐十年（1860年），上疏力保被彈劾的左宗棠，說：“國家不可一日無湖南，湖南不可一日無宗棠也。”光緒八年（1882年），任軍機大臣；次年（1883年）正月，服父喪去職。
1889年，擔任會試總裁，將考題 "介我眉壽" 洩漏給同鄉。
光緒十六年（1890年），忽感寒身，熱汗不止，十一月病逝於任上；朝廷追贈太子太傅，諡文勤 。

## 軼聞
陳慶溎《歸里清談》提到：“（潘祖蔭）尚書天閹，與翁常熟（翁同龢）同。一門生不知，初謁時，詢問『老師，幾位世兄？』，尚書曰：『汝不知我天閹乎』？”
北京老字號同和居名菜“潘鱼”，一说為潘祖荫所创。

## 著作
潘祖蔭愛好善本書及金石碑版，是古玩字畫的專業收藏家，所藏鐘鼎彝器多達五百餘件，擁有史頌鼎、大盂鼎（今藏於中國國家博物馆）和大克鼎（今藏於上海博物館），其眼光之厲害，聞名南北，因此被人稱作「潘神眼」，著有《滂喜民齋叢書》、《攀古樓彝器款識》等。

## 延伸阅读
[在维基数据编辑]
 《清史稿·卷441》，出自趙爾巽《清史稿》
 在维基共享资源阅览影像
| 官衔          | 官衔                                                                          | 官衔          |
| ------------- | ----------------------------------------------------------------------------- | ------------- |
| 前任： 翁同龢 | 刑部漢尚書 光绪五年四月壬申－光绪九年正月丙午 （1879年6月18日－1883年3月3日） | 繼任： 張之萬 |